# Séries éliminatoires de la Coupe Stanley 1947
Année précédente Année suivante
Les séries éliminatoires de la Coupe Stanley 1947 font suite à la saison 1946-1947 de la Ligue nationale de hockey. Les Maple Leafs de Toronto remportent la Coupe Stanley en battant en finale les Canadiens de Montréal sur le score de 4 matchs à 2.

## Contexte et déroulement des séries
Le premier de la saison régulière rencontre le troisième alors que le deuxième est confronté au quatrième et dernier qualifié pour les séries. Les vainqueurs se rencontrent pour se disputer la Coupe Stanley. Toutes les séries se jouent au meilleur des 7 matches.

## Tableau récapitulatif
|  | Demi-finales                    | Demi-finales                    |          |   | Finale                        | Finale                        |
|  | Demi-finales                    | Demi-finales                    |          |   | Finale                        | Finale                        |
|  |                                 |                                 |          |   |                               |                               |
|  | 25, 27, 29 mars, 1er et 3 avril | 25, 27, 29 mars, 1er et 3 avril |          |   | 8, 10, 12, 15, 17 et 19 avril | 8, 10, 12, 15, 17 et 19 avril |
|  | 25, 27, 29 mars, 1er et 3 avril | 25, 27, 29 mars, 1er et 3 avril |          |   | 8, 10, 12, 15, 17 et 19 avril | 8, 10, 12, 15, 17 et 19 avril |
|  | Boston                          | 1                               |          |   | 8, 10, 12, 15, 17 et 19 avril | 8, 10, 12, 15, 17 et 19 avril |
|  | Boston                          | 1                               |          |   | 8, 10, 12, 15, 17 et 19 avril | 8, 10, 12, 15, 17 et 19 avril |
|  | Montréal                        | 4                               |          |   | 8, 10, 12, 15, 17 et 19 avril | 8, 10, 12, 15, 17 et 19 avril |
|  | Montréal                        | 4                               | Montréal | 2 |                               |                               |
|  | 26, 29 mars, 1er, 3 et 5 avril  |                                 | Montréal | 2 |                               |                               |
|  |                                 | Toronto                         | 4        |   |                               |                               |
|  | Détroit                         | Toronto                         | 4        | 1 |                               |                               |
|  | Détroit                         |                                 |          | 1 |                               |                               |
|  | Toronto                         | 4                               |          |   |                               |                               |
|  | Toronto                         | 4                               |          |   |                               |                               |

## Détails des séries

### Demi-finales

#### Canadiens de Montréal contre Bruins de Boston
| 25 mars | Montréal | 3-1 (1-1, 0-0, 2-0) | Boston | Forum de Montréal 10 909 spectateurs |

| Feuille de match | Feuille de match                                                                           | Feuille de match | Feuille de match                       | Feuille de match                                  |
| ---------------- | ------------------------------------------------------------------------------------------ | ---------------- | -------------------------------------- | ------------------------------------------------- |
|                  | - Blake (Quilty, Richard) — 5 min 58 s Peters — 52 min 30 s Quilty (Richard) — 56 min 27 s | 0-1 1-1 2-1 3-1  | K. Smith (T. Reardon) — 2 min 30 s - - | Arbitrage : King Clancy Jim Primeau, Eddie Mepham |
| Durnan           | Gardiens                                                                                   | Brimsek          |                                        | Arbitrage : King Clancy Jim Primeau, Eddie Mepham |
|                  |                                                                                            |                  |                                        | Arbitrage : King Clancy Jim Primeau, Eddie Mepham |
|                  |                                                                                            |                  |                                        | Arbitrage : King Clancy Jim Primeau, Eddie Mepham |

| 27 mars | Montréal | 2-1 (pr) (0-0, 0-1, 1-0, 1-0) | Boston | Forum de Montréal 11 874 spectateurs |

| Feuille de match | Feuille de match                                                                    | Feuille de match | Feuille de match                        | Feuille de match                                    |
| ---------------- | ----------------------------------------------------------------------------------- | ---------------- | --------------------------------------- | --------------------------------------------------- |
|                  | - K. Reardon (Richard) — 59 min 8 s Mosdell (K. Reardon, Chamberlain) — 65 min 38 s | 0-1 1-1 2-1      | Bauer (Dumart, Cowley) — 23 min 2 s - - | Arbitrage : Bill Chadwick Jim Primeau, Eddie Mepham |
| Durnan           | Gardiens                                                                            | Brimsek          |                                         | Arbitrage : Bill Chadwick Jim Primeau, Eddie Mepham |
|                  |                                                                                     |                  |                                         | Arbitrage : Bill Chadwick Jim Primeau, Eddie Mepham |
| 21               | Tirs                                                                                | 22               |                                         | Arbitrage : Bill Chadwick Jim Primeau, Eddie Mepham |

| 29 mars | Boston | 4-2 (0-2, 3-0, 1-0) | Montréal | Boston Garden 13 909 spectateurs |

| Feuille de match | Feuille de match | Feuille de match        | Feuille de match                                                   | Feuille de match                                 |
| ---------------- | --- | ----------------------- | ------------------------------------------------------------------ | ------------------------------------------------ |
|                  | - Schmidt (Martin) — 30 min 45 s Carveth (Egan, Guidolin) — 32 min 32 s Schmidt — 35 min 30 s Dumart (Bauer, Cowley) — 54 min 48 s | 0-1 0-2 1-2 2-2 3-2 4-2 | Richard (K. Reardon) — 38 s Mosdell (Chamberlain) — 5 min 28 s - - | Arbitrage : George Hayes Doug Young, Stan McCabe |
| Brimsek          | Gardiens | Durnan                  |                                                                    | Arbitrage : George Hayes Doug Young, Stan McCabe |
|                  | |                         |                                                                    | Arbitrage : George Hayes Doug Young, Stan McCabe |
| 30               | Tirs | 14                      |                                                                    | Arbitrage : George Hayes Doug Young, Stan McCabe |

| 1er avril | Boston | 1-5 (0-0, 1-3, 0-2) | Montréal | Boston Garden 13 909 spectateurs |

| Feuille de match | Feuille de match                          | Feuille de match        | Feuille de match | Feuille de match                                |
| ---------------- | ----------------------------------------- | ----------------------- | --- | ----------------------------------------------- |
|                  | - K. Smith (T. Reardon) — 36 min 20 s - - | 0-1 0-2 0-3 1-3 1-4 1-5 | Reay (Richard) — 25 min 4 s Quilty (Roger Leger, Blake) — 26 min 31 s Reay (Leger) — 30 min 38 s - Reay (Allen, MacKay) — 43 min 55 s Reay (Allen, Leger) — 58 min 30 s | Arbitrage : King Clancy Doug Young, Stan McCabe |
| Brimsek          | Gardiens                                  | Durnan                  | | Arbitrage : King Clancy Doug Young, Stan McCabe |
|                  |                                           |                         | | Arbitrage : King Clancy Doug Young, Stan McCabe |
| 19               | Tirs                                      | 24                      | | Arbitrage : King Clancy Doug Young, Stan McCabe |

| 3 avril | Montréal | 4-3 (2 pr) (0-0, 1-2, 2-1, 0-0, 1-0) | Boston | Forum de Montréal 12 568 spectateurs |

| Feuille de match | Feuille de match | Feuille de match            | Feuille de match                                                                                         | Feuille de match |
| ---------------- | --- | --------------------------- | --- | ---------------- |
|                  | Blake (Richard, Leger) — 20 min 45 s - Richard (Blake, O'Connor) — 47 min 43 s - Richard (Reay, Blake) — 57 min 55 s Quilty (Chamberlain, K. Reardon) — 96 min 40 s | 1-0 1-1 1-2 2-2 2-3 3-3 4-3 | - Carveth (Egan) — 33 min 52 s Schmidt (Carveth) — 34 min 14 s - K. Smith (T. Reardon) — 51 min 40 s - - |                  |
| Durnan           | Gardiens | Brimsek                     | |                  |
|                  | |                             | |                  |
|                  | |                             | |                  |

#### Maple Leafs de Toronto contre Red Wings de Détroit
| 26 mars | Toronto | 3-2 (pr) (0-0, 1-1, 1-1, 1-0) | Détroit | Maple Leaf Gardens 12 749 spectateurs |

| Feuille de match | Feuille de match                                                                                       | Feuille de match    | Feuille de match                                                                   | Feuille de match                                      |
| ---------------- | --- | ------------------- | ---------------------------------------------------------------------------------- | ----------------------------------------------------- |
|                  | - Lynn (Kennedy) — 27 min 1 s N. Metz (Stewart, Barilko) — 50 min 29 s - Meeker (Kennedy) — 63 min 4 s | 0-1 1-1 2-1 2-2 3-2 | R. Conacher (Bruneteau) — 22 min 21 s - Horeck (Lindsay, Dewsbury) — 56 min 44 s - | Arbitrage : Bill Chadwick Ray Getliffe, Sibbey Mundey |
| Broda            | Gardiens                                                                                               | Almas               |                                                                                    | Arbitrage : Bill Chadwick Ray Getliffe, Sibbey Mundey |
|                  | |                     |                                                                                    | Arbitrage : Bill Chadwick Ray Getliffe, Sibbey Mundey |
| 30               | Tirs                                                                                                   | 21                  |                                                                                    | Arbitrage : Bill Chadwick Ray Getliffe, Sibbey Mundey |

| 29 mars | Toronto | 1-9 (0-2, 1-1, 0-6) | Détroit | Maple Leaf Gardens 14 045 spectateurs |

| Feuille de match | Feuille de match                      | Feuille de match                        | Feuille de match | Feuille de match                                  |
| ---------------- | ------------------------------------- | --------------------------------------- | --- | ------------------------------------------------- |
|                  | - N. Metz (Stewart) — 29 min 55 s - - | 0-1 0-2 0-3 1-3 1-4 1-5 1-6 1-7 1-8 1-9 | Lindsay (R. Conacher, Abel) — 3 min 21 s Abel (R. Conacher, Taylor) — 4 min 20 s Taylor (McFadden, Bruneteau) — 22 min 10 s - Lindsay (McFadden) — 45 min 27 s R. Conacher (Bruneteau) — 47 min 58 s Horeck (Lindsay) — 53 min 37 s J. Conacher (Lundy, Reise) — 57 min 30 s R. Conacher (Taylor, McCaig) — 58 min 30 s Bruneteau (Taylor, R. Conacher) — 59 min 30 s | Arbitrage : King Clancy Sibby Mundy, Ray Getliffe |
| Broda            | Gardiens                              | Almas                                   | | Arbitrage : King Clancy Sibby Mundy, Ray Getliffe |
|                  |                                       |                                         | | Arbitrage : King Clancy Sibby Mundy, Ray Getliffe |
|                  |                                       |                                         | | Arbitrage : King Clancy Sibby Mundy, Ray Getliffe |

| 1er avril | Détroit | 1-4 (0-1, 1-1, 0-2) | Toronto | Olympia Stadium 14 496 spectateurs |

| Feuille de match | Feuille de match                                              | Feuille de match    | Feuille de match | Feuille de match                                    |
| ---------------- | ------------------------------------------------------------- | ------------------- | --- | --------------------------------------------------- |
|                  | - J. Conacher (R. Conacher, Bruneteau) — 27 min 51 s (SN) - - | 0-1 1-1 1-2 1-3 1-4 | D. Metz (Stewart) — 12 min 41 s (SN) - Watson (Ezinicki) — 36 min 46 s Apps (Watson) — 42 min 39 s Apps (Ezinicki) — 56 min 20 s | Arbitrage : George Hayes Joe Springer, Harold March |
| Almas            | Gardiens                                                      | Broda               | | Arbitrage : George Hayes Joe Springer, Harold March |
|                  |                                                               |                     | | Arbitrage : George Hayes Joe Springer, Harold March |
|                  |                                                               |                     | | Arbitrage : George Hayes Joe Springer, Harold March |

| 3 avril | Détroit | 1-4 (0-1, 1-1, 0-2) | Toronto | Olympia Stadium 14 577 spectateurs |

| Feuille de match | Feuille de match                              | Feuille de match    | Feuille de match | Feuille de match        |
| ---------------- | --------------------------------------------- | ------------------- | --- | ----------------------- |
|                  | - R. Conacher (J. Conacher) — 26 min 18 s - - | 0-1 1-1 1-2 1-3 1-4 | Meeker (Boesch, Mortson) — 15 min 51 s - Kennedy (D. Metz) — 33 min 13 s Meeker (Kennedy) — 49 min 11 s Apps — 50 min 59 s | Arbitrage : King Clancy |
| Almas            | Gardiens                                      | Broda               | | Arbitrage : King Clancy |
|                  |                                               |                     | | Arbitrage : King Clancy |
| 21               | Tirs                                          | 14                  | | Arbitrage : King Clancy |

| 5 avril | Toronto | 6-1 (2-1, 2-0, 2-0) | Détroit | Maple Leaf Gardens 13 895 spectateurs |

| Feuille de match | Feuille de match | Feuille de match               | Feuille de match                  | Feuille de match                                    |
| ---------------- | --- | ------------------------------ | --------------------------------- | --------------------------------------------------- |
|                  | N. Metz (Mortson) — 11 min 51 s (IN) Klukay (Thomson) — 16 min (IN) - D. Metz (N. Metz) — 24 min 39 s Stewart (N. Metz) — 33 min 17 s N. Metz (Boesch) — 48 min 22 s Apps — 54 min 37 s | 1-0 2-0 2-1 3-1 4-1 5-1 6-1    | - Gauthier — 17 min 51 s (IN) - - | Arbitrage : Bill Chadwick Ray Getliffe, Sam Babcock |
| Broda            | Gardiens | Almas (20 min) Mowers (40 min) |                                   | Arbitrage : Bill Chadwick Ray Getliffe, Sam Babcock |
|                  | |                                |                                   | Arbitrage : Bill Chadwick Ray Getliffe, Sam Babcock |
|                  | |                                |                                   | Arbitrage : Bill Chadwick Ray Getliffe, Sam Babcock |

### Finale
| 8 avril | Montréal | 6-0 (1-0, 2-0, 3-0) | Toronto | Forum de Montréal 12 320 spectateurs |

| Feuille de match | Feuille de match | Feuille de match        | Feuille de match | Feuille de match                                 |
| ---------------- | --- | ----------------------- | ---------------- | ------------------------------------------------ |
|                  | O'Connor (Leger) — 2 min 20 s Reay (Harmon) — 28 min 17 s Richard (O'Connor) — 29 min 45 s Allen (Bouchard) — 45 min 40 s Reay (Allen, Bouchard) — 51 min 4 s Chamberlain (Quilty, Peters) — 58 min 28 s | 1-0 2-0 3-0 4-0 5-0 6-0 |                  | Arbitrage : King Clancy S. Babcock, Harold March |
| Durnan           | Gardiens | Broda                   |                  | Arbitrage : King Clancy S. Babcock, Harold March |
|                  | |                         |                  | Arbitrage : King Clancy S. Babcock, Harold March |
| 39               | Tirs | 20                      |                  | Arbitrage : King Clancy S. Babcock, Harold March |

| 10 avril | Montréal | 0-4 (0-2, 0-1, 0-1) | Toronto | Forum de Montréal 12 915 spectateurs |

| Feuille de match | Feuille de match | Feuille de match | Feuille de match | Feuille de match                          |
| ---------------- | ---------------- | ---------------- | --- | ----------------------------------------- |
|                  |                  | 0-1 0-2 0-3 0-4  | Kennedy (Lynn, Barilko) — 1 min 12 s Lynn (Kennedy) — 1 min 30 s Stewart (D. Metz, Barilko) — 26 min 37 s Watson (Mortson) — 51 min 55 s | Arbitrage : Bill S. Babcock, Harold March |
| Durnan           | Gardiens         | Broda            | | Arbitrage : Bill S. Babcock, Harold March |
|                  |                  |                  | | Arbitrage : Bill S. Babcock, Harold March |
|                  |                  |                  | | Arbitrage : Bill S. Babcock, Harold March |

| 12 avril | Toronto | 4-2 (1-0, 2-2, 1-0) | Montréal | Maple Leaf Gardens 14 545 spectateurs |

| Feuille de match | Feuille de match                                                                                                | Feuille de match        | Feuille de match                                                     | Feuille de match                                 |
| ---------------- | --- | ----------------------- | -------------------------------------------------------------------- | ------------------------------------------------ |
|                  | Mortson — 9 min 44 s Poile (Stewart, D. Metz) — 24 min 48 s Lynn (Meeker) — 32 min 23 s - Kennedy — 59 min 14 s | 1-0 2-0 3-0 3-1 3-2 4-2 | - Gravelle (O'Connor) — 32 min 34 s O'Connor (Blake) — 58 min 31 s - | Arbitrage : King Clancy Stan McCabe, Sam Babcock |
| Broda            | Gardiens | Durnan                  |                                                                      | Arbitrage : King Clancy Stan McCabe, Sam Babcock |
|                  | |                         |                                                                      | Arbitrage : King Clancy Stan McCabe, Sam Babcock |
|                  | |                         |                                                                      | Arbitrage : King Clancy Stan McCabe, Sam Babcock |

| 15 avril | Toronto | 2-1 (pr) (1-1, 0-0, 0-0, 1-0) | Montréal | Maple Leaf Gardens 14 527 spectateurs |

| Feuille de match | Feuille de match                                | Feuille de match | Feuille de match                | Feuille de match |
| ---------------- | ----------------------------------------------- | ---------------- | ------------------------------- | ---------------- |
|                  | - Watson (Apps) — 6 min 13 s Apps — 76 min 36 s | 0-1 1-1 2-1      | Harmon (Blake) — 4 min 38 s - - |                  |
| Broda            | Gardiens                                        | Durnan           |                                 |                  |
|                  |                                                 |                  |                                 |                  |
|                  |                                                 |                  |                                 |                  |

| 17 avril | Montréal | 3-1 (2-0, 1-0, 0-1) | Toronto | Forum de Montréal 12 898 spectateurs |

| Feuille de match | Feuille de match                                                                                               | Feuille de match | Feuille de match                | Feuille de match                                  |
| ---------------- | --- | ---------------- | ------------------------------- | ------------------------------------------------- |
|                  | Richard (Blake, Bouchard) — 1 min 23 s Gravelle (Leger) — 8 min 29 s Richard (O'Connor, Blake) — 39 min 32 s - | 1-0 2-0 3-0 3-1  | - Poile (Stewart) — 53 min 37 s | Arbitrage : King Clancy Sam Babcock, Harold March |
| Durnan           | Gardiens | Broda            |                                 | Arbitrage : King Clancy Sam Babcock, Harold March |
|                  | |                  |                                 | Arbitrage : King Clancy Sam Babcock, Harold March |
| 25               | Tirs | 19               |                                 | Arbitrage : King Clancy Sam Babcock, Harold March |

| 19 avril | Toronto | 2-1 (0-1, 1-0, 1-0) | Montréal | Maple Leaf Gardens |

| Feuille de match | Feuille de match                                                      | Feuille de match | Feuille de match    | Feuille de match                                    |
| ---------------- | --------------------------------------------------------------------- | ---------------- | ------------------- | --------------------------------------------------- |
|                  | - Lynn (Kennedy, Meeker) — 25 min 31 s Kennedy (Meeker) — 54 min 39 s | 0-1 1-1 2-1      | O'Connor — 25 s - - | Arbitrage : Bill Chadwick Harold March, Sam Babcock |
| Broda            | Gardiens                                                              | Durnan           |                     | Arbitrage : Bill Chadwick Harold March, Sam Babcock |
|                  |                                                                       |                  |                     | Arbitrage : Bill Chadwick Harold March, Sam Babcock |
|                  |                                                                       |                  |                     | Arbitrage : Bill Chadwick Harold March, Sam Babcock |